# Nicomia retrospinosa
Nicomia retrospinosa är en insektsart som beskrevs av Lethierry. Nicomia retrospinosa ingår i släktet Nicomia och familjen hornstritar. Inga underarter finns listade i Catalogue of Life.